# Ренегат (сериал)
Вижте пояснителната страница за други значения на Ренегат.
„Ренегат“ (на английски: Renegade) е американски екшън сериал, от който са излъчени 5 сезона и 110 епизода между 17 септември 1992 г. и 4 април 1997 г.

## Сюжет
Внимание:  Текстът по-долу разкрива сюжета на произведението (или части от него)!
Сериалът разкрива историята на Рино Реймс (Лоренцо Ламас), бивш полицай, несправедливо обвинен в убийството на Бъзи Бюръл (друг полицай) от Доналд „Холандеца“ Диксън и принуден да бяга от властите. Той е заловен и затворен, но все пак успява да избяга. Диксън изпраща след него професионалния ловец на глави от индиански произход Боби Сикскилър (Бранскомб Ричмънд). Рино обаче спасява живота на Боби и спечелва доверието му. Използвайки името Винс Блек, той работи като ловец на глави в Сикскилър Ентърпрайсис, като междувременно се опитва да намери единствения свидетел, който може да му изчисти името и да опровергае Диксън - човек, наречен Хаунд Адамс (Джефри Блейк). Този човек се страхува за собствения си живот и би се разкрил, само ако Рино убие Диксън, което е просто невъзможно.

## Актьорски състав
- Лоренцо Ламас – Рино Рейнс
- Бранскомб Ричмънд – Боби Сикскилър
- Катлийн Кинмонт – Шайен Филипс (сезони 1-4)
- Стивън Кенъл - Лейтенант Доналд „Холандеца“ Диксън
- Сандра Фъргюсън – Сандра Карътърс (сезон 5)
- Джефри Блейк – Хаунд Адамс

През 2005 и 2006 първите три сезона (общо 66 епизода) са издадени на DVD.

## Епизоди

### Сезон 1: 1993-1994
1. Pilot
2. Hunting Accident
3. Final Judgment
4. La Mala Sombra
5. Mother Courage
6. Second Chance
7. Eye of the Storm
8. Payback
9. The Talisman
10. Partners
11. Lyons' Roar
12. Val's Song
13. Give and Take
14. Samurai
15. The Two Renos
16. Billy
17. Headcase
18. The Hot Tip
19. Moody River
20. Vanished
21. Fighting Cage, Part I
22. Fighting Cage, Part II

### Сезон 2: 1993-1994
1. The Hound
2. The Champ
3. White Picket Fences
4. Dead End and Easy Money
5. No Good Deed...
6. The Rabbit and the Fox
7. Endless Summer
8. Bonnie and Claire
9. Wheel Man
10. Windy City Blues
11. Honor Bound
12. Hard Rider
13. Charlie
14. South of '98
15. Hostage
16. Rabbit Redux
17. The Posse
18. Once Burned, Twice Chey
19. Sheriff Reno
20. Murderer's Row, Part I
21. Murderer's Row, Part II
22. Carrick O'Quinn

### Сезон 3: 1994-1995
1. Dutch On the Run
2. The Trial of Reno Raines
3. Escape
4. The King and I
5. Black Wind
6. Way Down Yonder in New Orleans
7. Rustlers' Rodeo
8. Muscle Beach
9. The Late Shift
10. Thrill Kill
11. Teen Angel
12. Den of Thieves
13. Rancho Escondido
14. Cop for a Day
15. Stalker's Moon
16. Repo Raines
17. Ace in the Hole
18. Living Legend
19. Family Ties
20. Broken On the Wheel of Love
21. Split Decision
22. Hitman

### Сезон 4: 1995-1996
1. Sawed-Off Shotgun Wedding
2. Honeymoon in Mexico
3. The Ballad of D.B. Cooper
4. Most Wanted
5. Liar's Poker
6. Dead Heat
7. An Uncle in the Business
8. Offshore Thunder
9. Studs
10. Another Time and Place
11. Sins of the Father
12. No Place Like Home
13. Baby Makes Three
14. Hound Downtown
15. Stationary Target
16. Rio Reno
17. Paradise Lost
18. Love Hurts
19. Hard Evidence
20. The Dollhouse
21. Hog Calls
22. The Road Not Taken

### Сезон 5: 1996-1997
1. No Balls, Two Strikes
2. Self Defense
3. Mr. Success
4. Five Minutes to Midnight
5. God's Mistake
6. Ghost Story
7. Milk Carton Kid
8. High Rollers
9. For Better Or Worse
10. The Pipeline
11. Ransom
12. Father's Day
13. Hard Rain
14. Top Ten With a Bullet
15. Swm Seeks Vctm
16. Knock Out
17. Sex, Lies and Activewear
18. Blood Hunt
19. Bounty Hunter of the Year
20. Born Under a Bad Sign
21. The Maltese Indian
22. The Bad Seed

## Саундтрак
Следният текст се чува в началото на всяка серия:
| „ | He was a cop, and good at his job. But he committed the ultimate sin, and testified against other cops gone bad. Cops that tried to kill him, but got the woman he loved instead. Framed for murder, now he prowls the badlands. An outlaw hunting outlaws, a bounty hunter, a Renegade. | “ |

Саундтракът на сериала е композиран от Майк Пост. Песента, която е едновременно начална и крайна мелодия, е в стил кънтри.

## „Ренегат“ в България
В България сериалът е излъчван по няколко телевизии. Едно от първите му излъчвания е по bTV на 14 октомври 2000 г.. Ролите се озвучават от артистите Ани Василева, Светозар Кокаланов, Камен Георгиев и Георги Георгиев – Гого. Режисьори на дублажа са Мариан Маринов и Чавдар Монов, преводачи са Георги Доков, Полина Докова и Милена Сотирова, тонрежисьори – Анета Арнаудова и Янко Арнаудов.
Няколко пъти след 2008 г. е излъчван по Диема и Диема 2. Първият път е през лятото на 2008 г. по Диема, всеки делник от 19:00 и с повторение от 13:30. Дублажът е записан наново и единствено Ани Василева е заместена от Даниела Сладунова.
На 30 май 2013 г. започва повторно излъчване по bTV Action, всеки делник от 19:00. Дублажът на първи сезон е записан наново и в него Камен Георгиев е заместен от Николай Николов.
На 3 март 2025 г. започва по AXN Black с български субтитри, генерирани от компютър, всеки делник от 18:00 с повторения от 09:50 и 02:25.